# Inocent VI.
Inocent VI., rođen kao Étienne Aubert, papa od 18. prosinca 1352. do 12. rujna 1362. godine.